# ISO/IEC 7813
ISO/IEC 7813は金融機関カード（銀行キャッシュカードやクレジットカード）の国際規格である。形状および磁気トラックのデータ構造を定めている。

## 形状
ISO/IEC 7813ではカードの物理的形状を、大部分について以下の関連規格を引用する形で規定している。
エンボス文字
ISO/IEC 7811を引用。
エンボス上の有効期限
形式は「MM（月）/YY（年）」または「YY（年）/MM（月）」。
磁気ストライプ
ISO/IEC 7811を引用。
接触型IC
ISO/IEC 7816-1を引用。
非接触型ICカード
ISO/IEC 10536-1（密着型）、ISO/IEC 14443-1（近接型）、ISO/IEC 15693-1（近傍型）を引用。

## 磁気トラック

### Track 1
第1トラックのデータ構造。なお、第1トラックは国際航空運送協会 (IATA) が制定した。
- STX : 開始符号 "%"
- FC : フォーマットコード "B"（"A"は予約済のため使用不可）
- PAN : ISO/IEC 7812-1で定義された最大19桁の口座番号（カード番号）
- FS : セパレータ "^"
- NM : 氏名。2〜26文字（姓・名・その他の間を必要に応じて区切る）
- FS : セパレータ "^"
- ED : 有効期限。4桁 もしくは "^"
- DD : 自由に使用できる領域
- ETX : 終了符号 "?"
- LRC : 水平冗長検査文字。ISO/IEC 7811-2で算出方法を規定している。

全体で最大79文字の英数字。

### Track 2
第2トラックのデータ構造。なお、第2トラックは米国銀行協会 (ABA) が制定した。
- STX : 開始符号 ";"
- PAN : ISO 7812-1で定義された最大19桁の口座番号（カード番号）
- FS : セパレータ "="
- ED : 有効期限。YY（年）MM（月）。未存在時は "="
- SC : サービスコード。3桁 未存在時は "="
- DD : 自由に使用できる領域
- ETX : 終了符号 "?"
- LRC : 水平冗長検査文字。ISO/IEC 7811-2で算出方法を規定している。

全体で最大40文字の数字。